# Concorso interno
Un concorso interno, secondo l'ordinamento giuridico italiano, è un concorso riservato al personale impiegato, a tempo determinato o indeterminato, presso una pubblica amministrazione italiana.

## Caratteristiche generali
Queste forme di selezione sono largamente utilizzate per consentire non l'accesso di nuovo personale nella pubblica amministrazione, quanto piuttosto la progressione in carriera di coloro che già di essa sono dipendenti. La peculiarità di queste forme di concorso è pertanto insita nell'esclusione dalla partecipazione di tutti coloro che non appartengano già all'organico di quella specifica pubblica amministrazione che indice il concorso.
Le disposizioni in tema sono generalmente contenute, dopo la contrattualizzazione del pubblico impiego italiano e la conseguente privatizzazione del diritto del lavoro pubblico in Italia, dai CCNL di comparto; ad ogni modo la legge può contemplare disposizioni particolari.

## Tipologie
Si possono distinguere "species" di concorso interno:
- quello con "progressioni orizzontali";
- quello con "progressioni verticali".

La differenza tra le due species risiederebbe nel fatto che i primi consentono il passaggio esclusivamente tra diverse posizioni economiche all'interno di una stessa categoria (es. per una supposta categoria C, è concorso interno quello che consente il passaggio all'interno della medesima cat. C, quindi tra C1 e C2 o tra C1 e C3 etc.); i secondi invece consentono movimenti tra diverse categorie (ad es. consentono il passaggio di personale da C3 a D; o da B2 a C1 etc.).
Con riferimento a questa categoria di concorsi, esiste oggi sia in dottrina che in giurisprudenza, un ampio dibattito che tocca essenzialmente due profili:
1. la legittimità stessa dell'esistenza dei concorsi interni.
2. il riparto della giurisdizione per le controversie che possono insorgere rispettivamente in concorsi interni orizzontali e verticali.

Sulla materia è intervenuto poi il d.lgs. 27 ottobre 2009 n. 150 che ha dettato diverse disposizioni in materia, imponendo alle amministrazioni che bandiscono concorsi per le progressioni di carriera il limite delle risorse disponibili.

## La giurisprudenza
Quanto al primo profilo bisogna considerare che la Corte costituzionale ha consolidato, in una giurisprudenza ormai più che ventennale, il principio per il quale tutte le forme di accesso e progressione interna nella pubblica amministrazione non tollerano deroghe alla regola del pubblico concorso, pena l'incostituzionalità delle norme che le dispongono, per violazione degli artt. 51 (parità nell'accesso ai pubblici impieghi), 97 (imparzialità e buon andamento della P.A.) e 98 (P.A. al servizio esclusivo della nazione) della Costituzione.
La deroga di cui al comma 3 dell'art. 97 Cost. viene pertanto attualmente interpretata in modo restrittivo, attraverso un rigido controllo di ragionevolezza e non arbitrarietà che spesso, specie negli ultimi anni, si è tradotto nella dichiarazione di incostituzionalità di innumerevoli leggi sia nazionali che regionali contemplanti forme di accesso e progressione nella P.A. direttamente o indirettamente svincolate dal pubblico concorso.
Al riguardo meritano d'essere ricordati alcune sentenze della Corte costituzionale importanti:
- Per C.Cost. n. 1/1999  "l'abnorme diffusione del concorso interno per titoli nel passaggio da un livello all'altro produce una distorsione che, oltre a reintrodurre surrettiziamente il modello delle carriere in una nuova disciplina che ne prevede invece il superamento, si riflette negativamente anche sul buon andamento della pubblica amministrazione";
- Per C.Cost. n. 159/2005 La regola del pubblico concorso può dirsi pienamente rispettata, "solo qualora le selezioni non siano caratterizzate da arbitrarie ed irragionevoli forme di restrizione dei soggetti legittimati parteciparvi", laddove la sua deroga può unicamente operare "in presenza di peculiari situazioni giustificatrici, nell'esercizio di una discrezionalità che trova il suo limite nella necessità di garantire il buon andamento della pubblica amministrazione [...] ed il cui vaglio di costituzionalità non può che passare attraverso una valutazione di ragionevolezza della scelta operata dal legislatore";
- Per C.Cost. n. 81/2006 deroghe al pubblico concorso: "possano essere giustificate solo da peculiari e straordinarie ragioni di interesse pubblico";

Il tenore delle pronunce è andato irrigidendosi con il passare del tempo.

## La giurisdizione nelle controversie
Passando brevemente al secondo profilo, va preliminarmente precisato che col d.lgs 3 febbraio 1993, n. 29 è stata attuata nell'ordinamento italiano la cosiddetta privatizzazione del pubblico impiego, (attualmente il d.lgs n. 29/1993 è stato sostituito dal d.lgs 30 marzo 2001, n. 165 (T.U. sul pubblico impiego) con l'attribuzione delle controversie in materia di lavoro nelle P.A. al giudice ordinario nelle vesti di giudice del lavoro. L'art. 63 comma 4 di tale decreto contiene tuttavia un'unica deroga a tale principio generale. Essa stabilisce che continua a sussistere la giurisdizione del giudice amministrativo per le controversie "in materia di procedure concorsuali per l'assunzione" nelle pubbliche amministrazioni.
In un primo momento, fino al 2003, la giurisprudenza dominante riteneva che tale deroga fosse limitate alle sole procedure per l'assunzione di nuovo personale. Ne restavano di conseguenza escluse le procedure per la progressione del personale già dipendente (cioè i concorsi interni).

La tesi in parola si fondava essenzialmente sulla considerazione che le selezioni interne fossero meri atti negoziali di gestione del rapporto di lavoro, e quindi, essendo configurabili in capo agli aspiranti posizioni giuridiche di diritto soggettivo, le controversie in materia sarebbero dovute spettare al G.O.
Tuttavia, con la sentenza a Sezioni Unite della Cassazione n. 15403/2003, l'orientamento cambia. Infatti, nell'intento di adeguarsi ai princìpi della Costituzione enunciati dal Giudice delle Leggi (per i quali vanno sottoposte alla regola del pubblico concorso tutte le procedure concorsuali, sia per l'assunzione di nuovo personale che per la progressione in carriera dei dipendenti), la Suprema Corte inizia a leggere estensivamente la deroga di cui al comma 4 art. 63 D.Lgs. 165/01 includendo nel concetto di "procedure concorsuali per l'assunzione" anche i concorsi interni "per il passaggio ad una area o fascia superiore".
La conseguenza era che al g.a. sarebbe spettata la giurisdizione anche nei concorsi pubblici implicanti tale passaggio di area o fascia. La successiva giurisprudenza della Corte suprema di cassazione ha articolato il seguente riparto di giurisdizione:
- concorsi aperti a tutti: giudice amministrativo
- concorsi "misti" (cioè con parte dei posti riservata agli interni): Giudice amministrativo
- concorsi interni con progressione verticale: Giudice amministrativo
- concorso interni con progressione orizzontale: Giudice ordinario (Tribunale del lavoro)

La dottrina e parte della giurisprudenza di primo e secondo grado si dibattono ancora sulla scelta di lasciare al G.O. (giudice ordinario) la giurisdizione sui concorsi con progressioni orizzontali. La Cassazione ed il Consiglio di Stato sono invece ormai fermi nel conservare il riparto di cui sopra (di recente si veda per la Cassazione: Cass. SS.UU. n. 10419/06 e per il C.Stato n. 6736/06).

Il dibattito è ancora vivo perché nonostante gli sforzi, la Cassazione ed il Consiglio di Stato non hanno ancora fornito una chiara tesi logico giuridica tale da convincere sulla fondatezza della riserva al G.O. dei concorsi con progressione orizzontale. Chi sostiene la tesi dominante ritiene che in quest'ultimo caso si tratti ancora di atti negoziali di gestione del rapporto di lavoro, integranti posizioni di diritto soggettivo nei partecipanti, e pertanto soggetti alla giurisdizione del G.O.
Chi sostiene la tesi minoritaria ritiene che nei concorsi con progressioni orizzontali bisogna vagliare caso per caso:
- se la progressione orizzontale è solo economica, allora è atto negoziale e quindi c'è giurisdizione del G.O.
- se la progressione orizzontale è però anche "giuridica" determina cioè l'attribuzione di mansioni e responsabilità più elevate, allora ci si trova di fronte ad una vera e propria "novazione oggettiva" del rapporto di lavoro che necessita dell'applicazione delle regole del pubblico concorso (come la Corte costituzionale vuole).

Ne conseguirebbe che gli atti non sono negoziali ma pubblicistici e quindi, a fronte di posizioni giuridiche di interesse legittimo, la giurisdizione spetterebbe al giudice amministrativo. Il dibattito è ad oggi ancora aperto.